# Jebucu, Sălaj
Jebucu (în maghiară: Zsobok) este un sat în comuna Almașu din județul Sălaj, Transilvania, România.

## Lăcașuri de cult
Biserica reformată

## Așezare
Jebucu este așezat pe drumul care face legătura între localitățile Șaula (jud. Cluj) și Almașu (jud. Sălaj), la N-E de orașul Huedin.

## Imagini

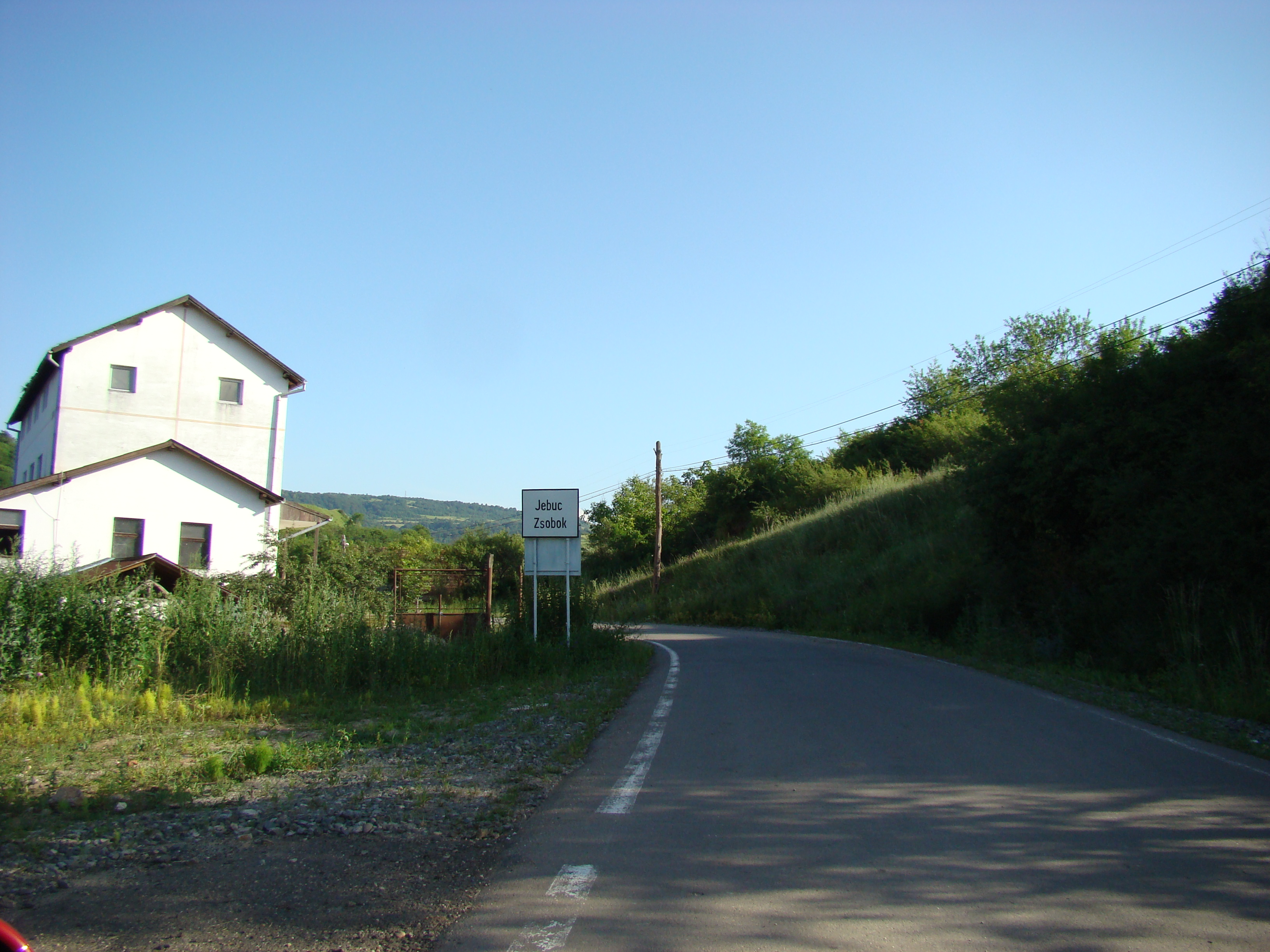
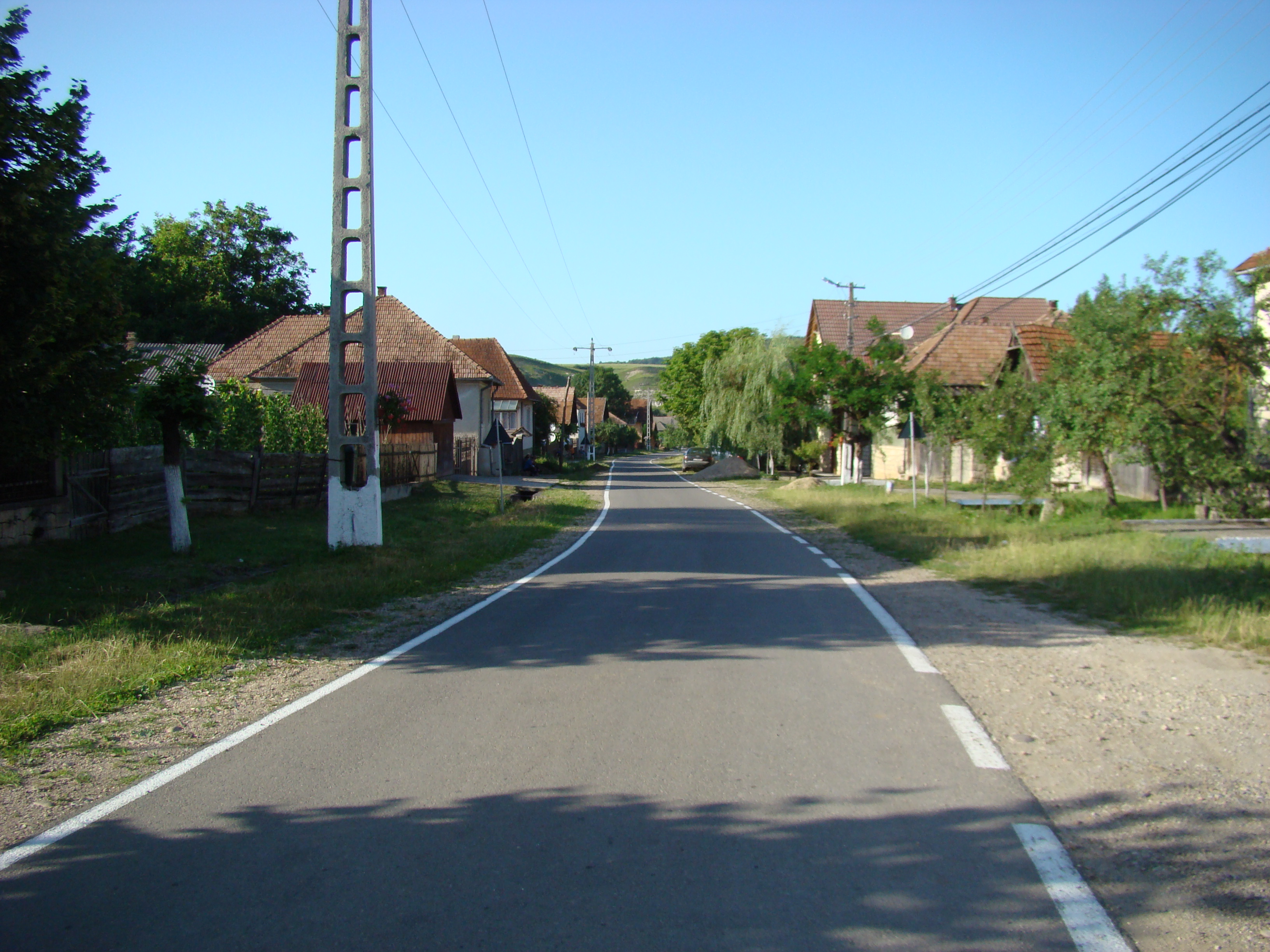
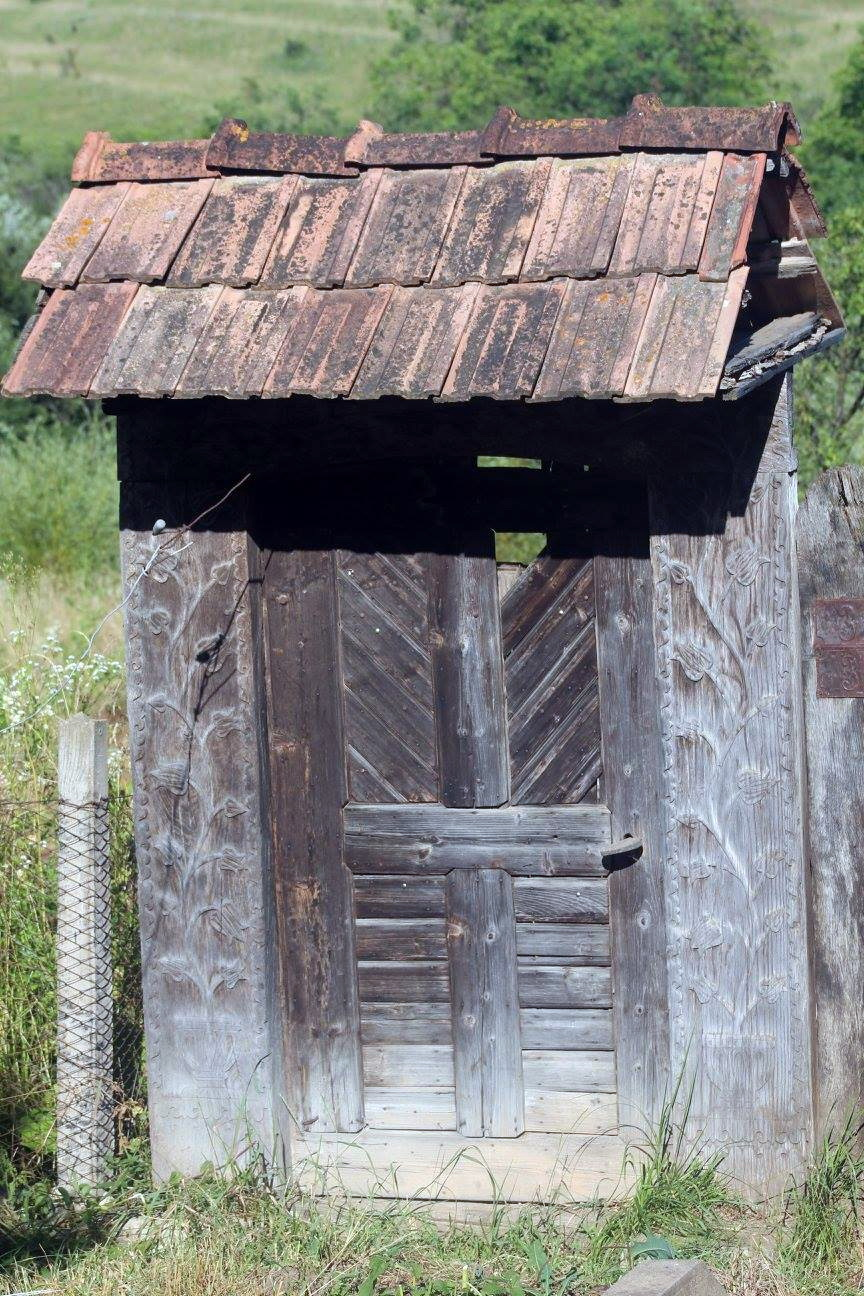
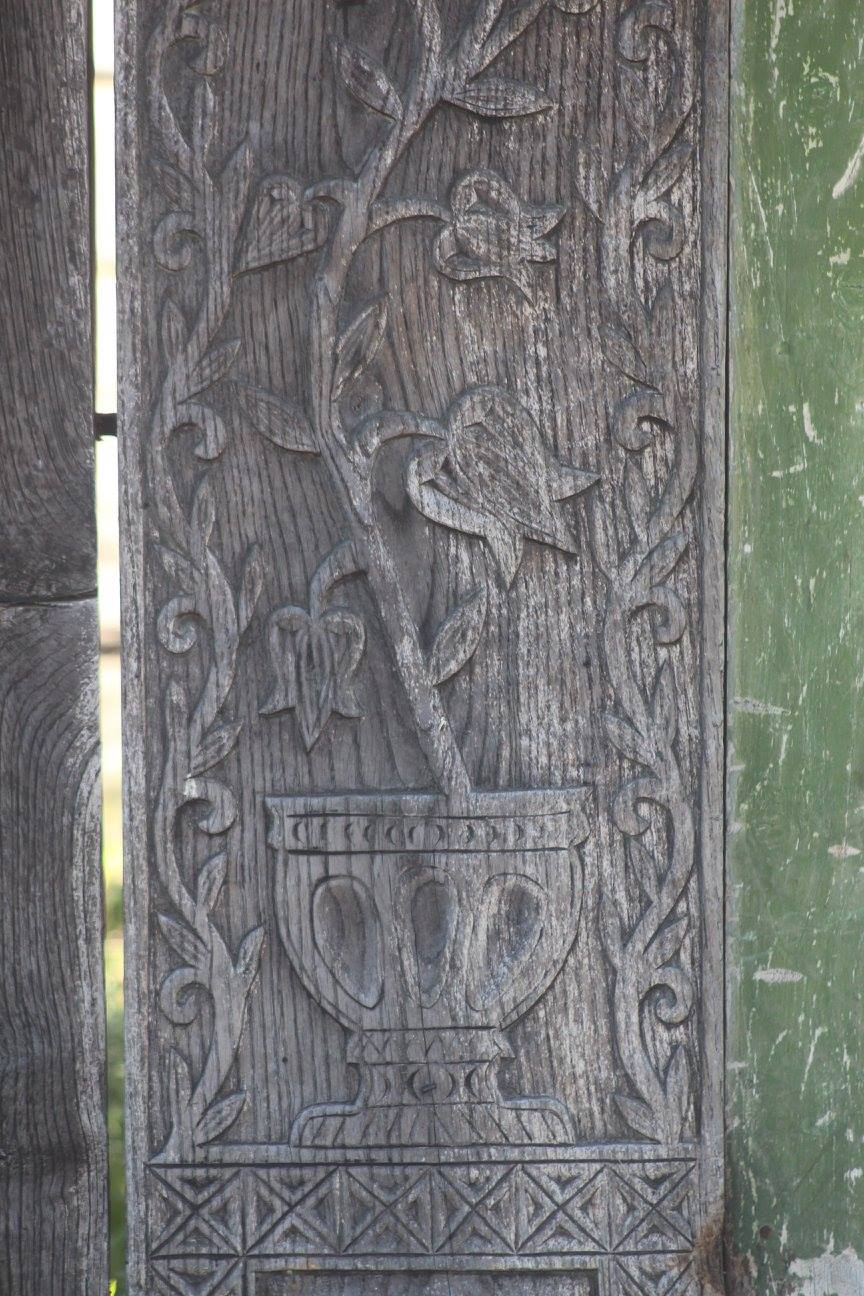
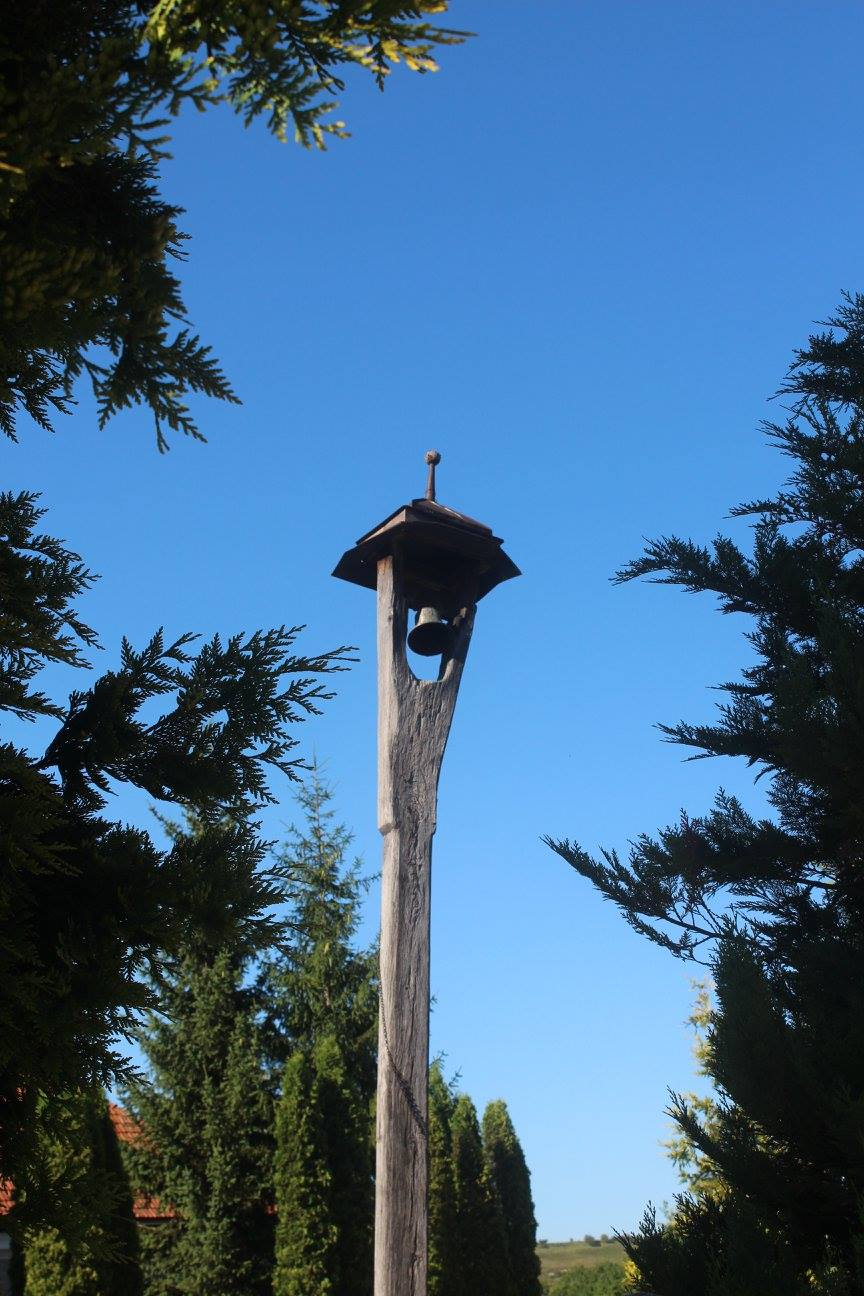
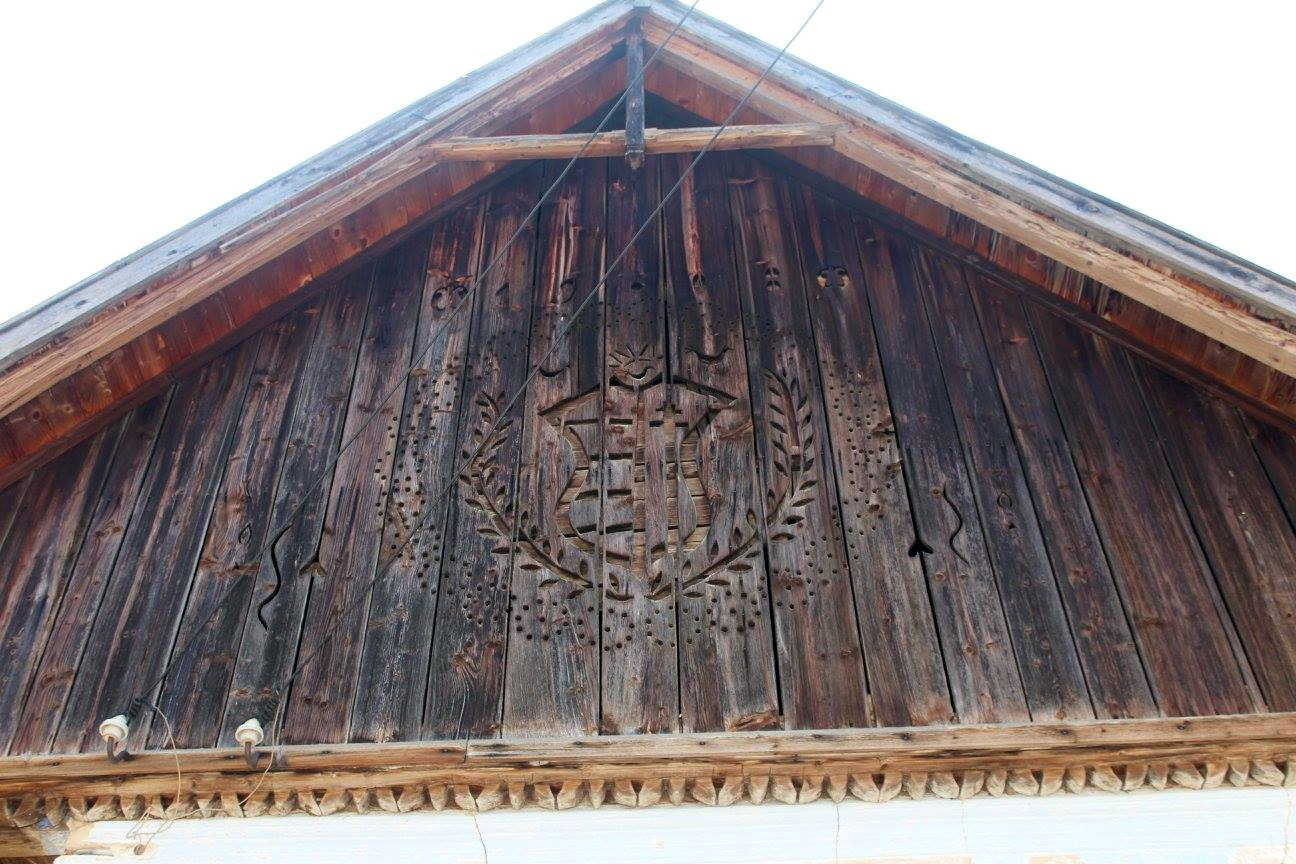
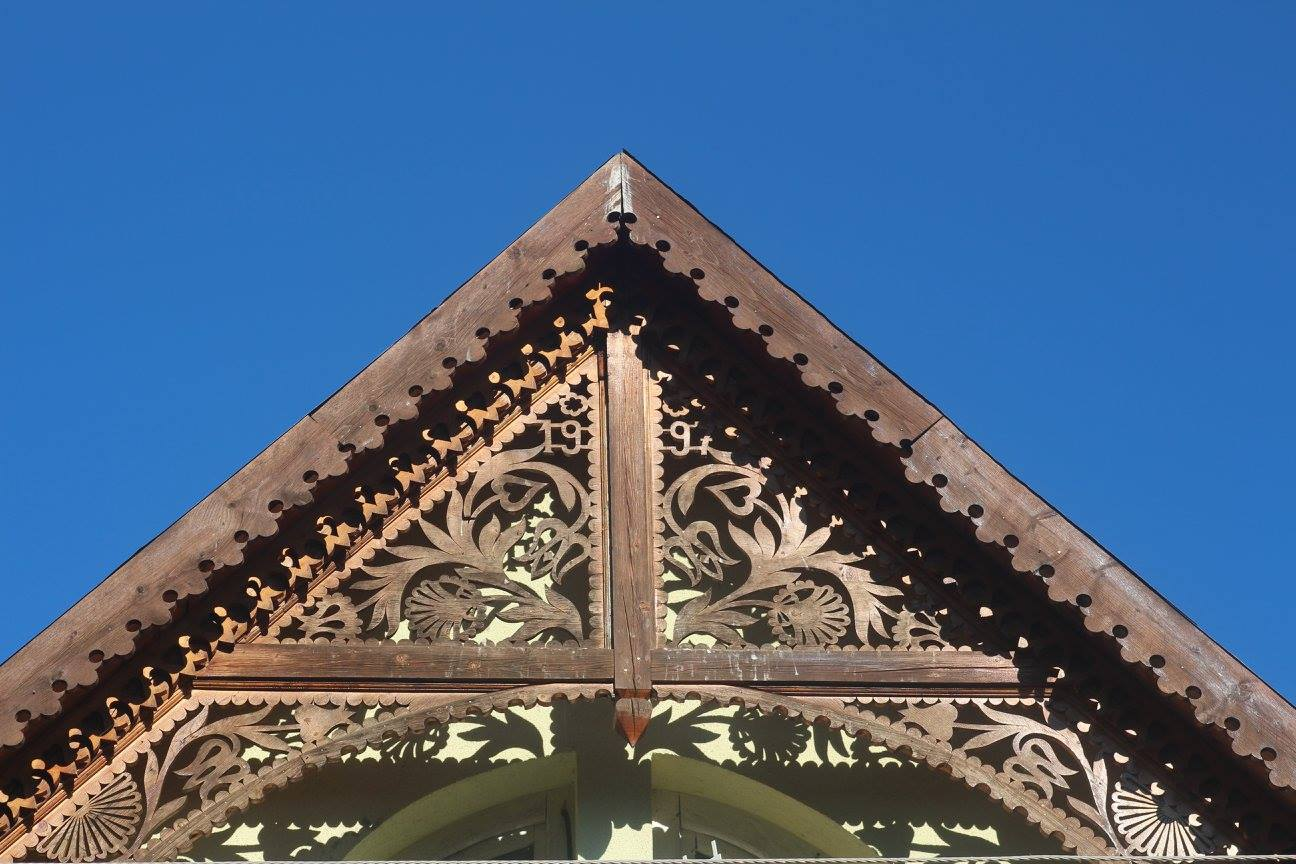